# Arroyo Chafalote
El arroyo Chafalote es un pequeño curso de agua uruguayo ubicado en el departamento de Rocha.
Nace en la cuchilla de la Carbonera y desemboca en el Arroyo Don Carlos.

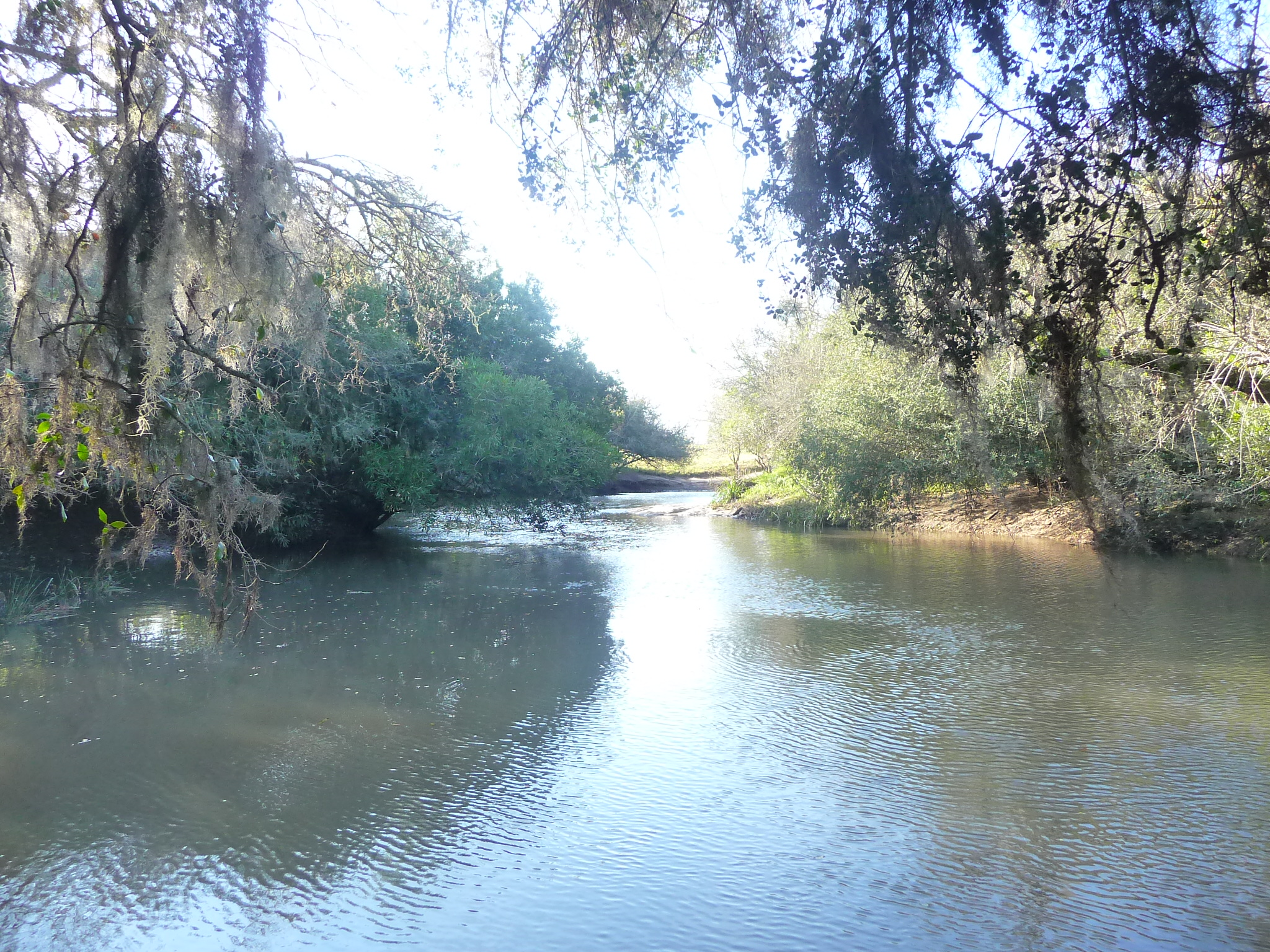
Playa del arroyo Chafalote en pueblo 19 de abril.

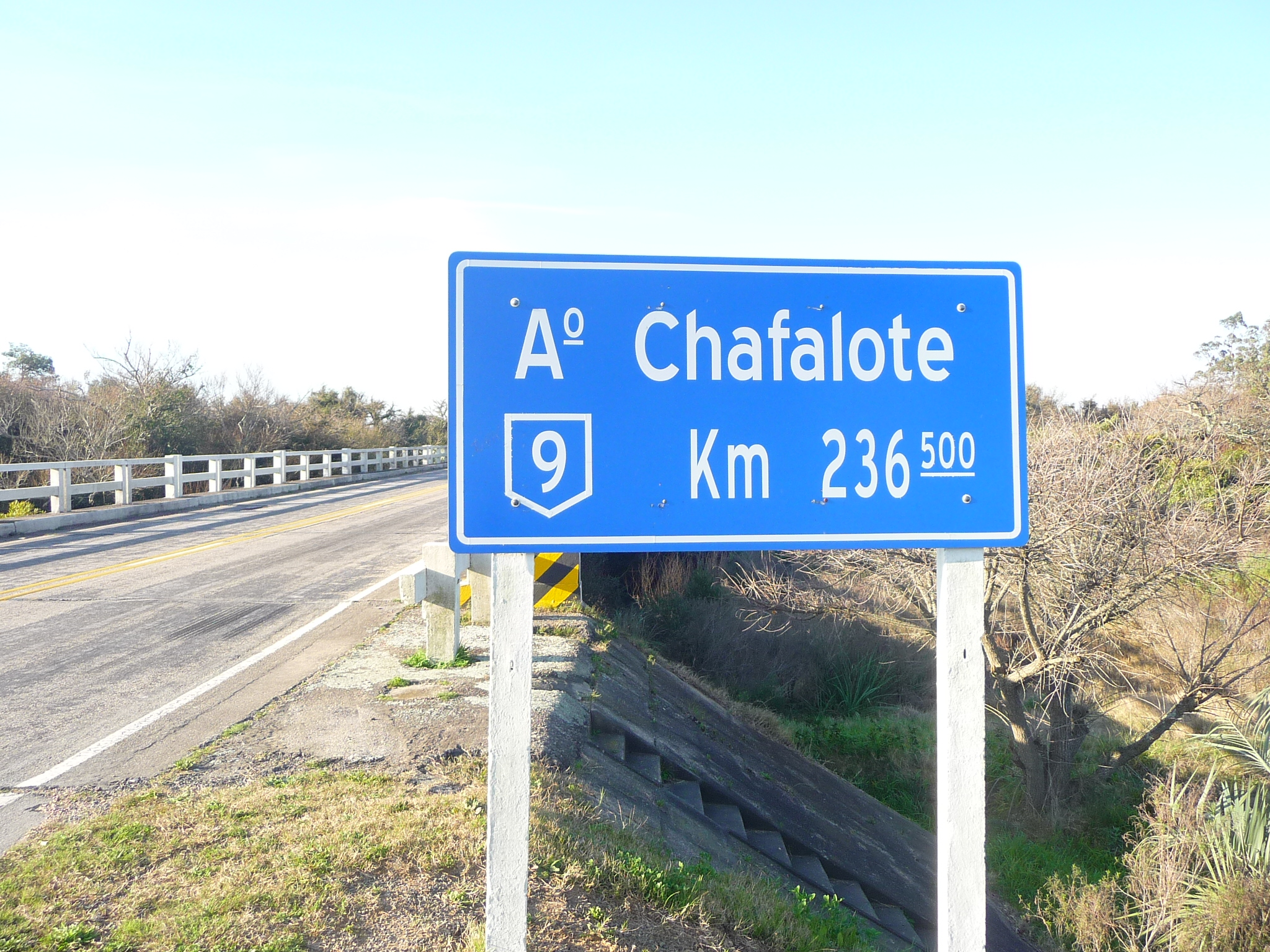
Cartel de carretera del curso fluvial.

- Datos: Q5705534